# Hans-Joachim Koch
Hans-Joachim Koch (* 11. Oktober 1944 in Leipzig) ist deutscher Staats- und Verwaltungsrechtler, Professor für Öffentliches Recht und Staatslehre an der Universität Hamburg und Vorsitzender der Gesellschaft für Umweltrecht. Von September 2002 bis Juni 2008 war er Vorsitzender des Sachverständigenrates für Umweltfragen.

## Leben
Nach dem Studium der Rechtswissenschaften in Frankfurt am Main und Referendariat am Landgericht Hanau wurde Koch 1971 an der Johann Wolfgang Goethe-Universität, Frankfurt am Main, promoviert. In Frankfurt war Koch anschließend Wissenschaftlicher Assistent am Lehrstuhl von Erhard Denninger sowie Dozent für Öffentliches Recht, Rechtsphilosophie und Rechtssoziologie. Im Jahr 1978 folgte die Habilitation für die Fächer "Öffentliches Recht und Rechtsphilosophie" und wenig später seine Ernennung zum Professor an der Universität Hamburg. Von 1991 bis 1997 war Koch zugleich Richter am Hamburgischen Oberverwaltungsgericht in dem für das Baurecht zuständigen II. Senat. Gemeinsam mit Wolfgang Hoffmann-Riem, Edmund Brandt und Ulrich Ramsauer gründete er 1988 die Forschungsstelle Umweltrecht an der Fakultät für Rechtswissenschaft der Universität Hamburg, die er seitdem mit einer kurzen Unterbrechung als Geschäftsführender Direktor geleitet hat. Von 1991 bis 1993 war Koch Mitglied des Ökologischen Rates beim Umweltsenator der Freien und Hansestadt Hamburg, im April 2002 wurde er vom Bundesumweltminister in den Sachverständigenrat für Umweltfragen berufen, dessen Vorsitz er von September 2002 bis Juni 2008 führte.
Koch war verheiratet mit Edith Koch (verstorben am 7. Oktober 2007) und hat mit ihr zwei Töchter.

## Werk
Das Œuvre von Hans-Joachim Koch umfasst viele Bereiche des Staats- und Verwaltungsrechts, der Rechtsphilosophie und Rechtstheorie sowie insbesondere des Umweltrechts. Im früheren Werk dominieren theoretische Arbeiten zur juristischen Methodenlehre und Normentheorie. Zentrales Anliegen der hierzu zählenden Habilitationsschrift (Unbestimmte Rechtsbegriffe und Ermessensermächtigungen im Verwaltungsrecht, 1979) ist der norm- und begründungstheoretische Nachweis darüber, dass die Anwendung unbestimmter Rechtsbegriffe im Tatbestand einer verwaltungsrechtlichen Norm in gleicher Weise Abwägungsentscheidungen erfordert wie Ermessensermächtigungen auf der Rechtsfolgenseite. Dadurch stellt Koch das herrschende Dogma von der vollen richterlichen Überprüfbarkeit der Auslegung unbestimmter Rechtsbegriffe grundlegend in Frage und legt es nahe, die richterliche Kontrolle nach den Regeln der Ermessensfehlerlehre zu begrenzen.
Die mittlere und jüngere Schaffensphase Kochs konzentriert sich überwiegend auf das Umweltrecht, dessen Entwicklung Koch seit Anfang der achtziger Jahre intensiv begleitet hat. Sein wissenschaftliches Werk auf dem Felde des Umweltrechts ist durchgehend von dem Anliegen getragen, den Umweltschutz durch besseres Umweltrecht wirksam und effizient zu fördern. Dieses Bestreben hat auch seine Arbeit als Vorsitzender des Sachverständigenrates für Umweltfragen geprägt.

## Publikationen (Auswahl)

### Monographien
- Zur Analyse richterlicher Entscheidungen. 1971 (Frankfurt am Main, Universität, Dissertation, 1971).
- Unbestimmte Rechtsbegriffe und Ermessensermächtigungen im Verwaltungsrecht. Eine logische und semantische Studie zur Gesetzesbindung der Verwaltung. Metzner, Frankfurt am Main 1979, ISBN 3-7875-5274-X, (Zugleich: Frankfurt am Main, Universität, Habilitations-Schrift, 1978).
- mit Helmut Rüßmann: Juristische Begründungslehre. Eine Einführung in die Grundprobleme der Rechtswissenschaft (= Schriftenreihe der Juristischen Schulung. H. 22). Beck, München 1982, ISBN 3-406-03452-7.
- Allgemeines Verwaltungsrecht (= Juristische Lernbücher. 21). Metzner, Frankfurt am Main 1984, ISBN 3-7875-3251-X.
- Immissionsschutz durch Baurecht. Zugleich zum Zusammenspiel baurechtlicher und immissionsschutzrechtlicher Normen (= Forum Umweltrecht. Band 3). Forschungsarbeit im Auftrag des Bundesministers für Raumordnung, Bauwesen und Städtebau. Nomos-Verlags-Gesellschaft, Baden-Baden 1991, ISBN 3-7890-2205-5.
- Das Subsidiaritätsprinzip im europäischen Umweltrecht (= Münchener Reden zur europäischen Integration. Band 1). Boorberg, Stuttgart u. a. 2005, ISBN 3-415-03529-8.

### Herausgeberschaften
- Juristische Methodenlehre und analytische Philosophie. Athenäum-Verlag, Kronberg/Ts. 1976, ISBN 3-7610-6208-7.
- Seminar „Die juristische Methode im Staatsrecht“. Über Grenzen von Verfassungs- und Gesetzesbindung. Suhrkamp, Frankfurt am Main 1977, ISBN 3-518-07798-8.
- Auf dem Weg zum Umweltgesetzbuch (= Forum Umweltrecht. Band 7). Symposium über den Entwurf eines AT-UGB. Nomos-Verlags-Gesellschaft, Baden-Baden 1992, ISBN 3-7890-2731-6.
- mit Michael Köhler und Kurt Seelmann: Theorien der Gerechtigkeit (= Archiv für Rechts- und Sozialphilosophie. Beiheft 56). Steiner, Stuttgart 1994, ISBN 3-515-06443-5.
- Gemeinschaftskommentar zum Bundes-Immissionsschutzgesetz. GK-BImSchG. 1994 ff. (Loseblatt; Jährlich aktualisiert).
- mit Rainer Lagoni: Meeresumweltschutz für Nord- und Ostsee. Zum Zusammenspiel von Völkerrecht und nationalem Umweltrecht (= Forum Umweltrecht. Band 19). Nomos-Verlags-Gesellschaft, Baden-Baden 1996, ISBN 3-7890-4471-7.
- mit Alexander Rossnagel: Deutsches Atomrechtssymposium. Nomos-Verlags-Gesellschaft, Baden-Baden;
  - 10. Deutsches Atomrechtssymposium. 30. Juni – 1. Juli 1999 in Köln (= Forum Energierecht. Band 1). 2000, ISBN 3-7890-6633-8;
  - 11. Deutsches Atomrechtssymposium. 9. Juni – 10. Oktober 2001 in Berlin (= Forum Energierecht. Band 3). 2002, ISBN 3-7890-7856-5;
  - 13. Deutsches Atomrechtssymposium. 4. und 5. Dezember 2007, Berlin (= Forum Energierecht. Band 14). 2008, ISBN 978-3-8329-3871-0.
- mit Johannes Caspar: Klimaschutz im Recht (= Forum Umweltrecht. Band 20). Nomos-Verlags-Gesellschaft, Baden-Baden 1997, ISBN 3-7890-4716-3.
- Umweltrecht. Luchterhand, Neuwied u. a. 2002, ISBN 3-472-04955-3.

### Aufsätze
- Das Postulat der Gesetzesbindung im Lichte sprachphilosophischer Überlegungen: Aus Anlaß der Tagung „Recht und Sprache“ der bundesdeutschen IVR-Sektion vom 3. bis 5.10.1974 in Mainz. In: Archiv für Rechts- und Sozialphilosophie. Band 61, Nr. 1, 1975, ISSN 0001-2343, S. 27–41, JSTOR:23678805.
- Abwägungsvorgang und Abwägungsergebnis als Gegenstände gerichtlicher Plankontrolle. In: Deutsches Verwaltungsblatt. 1989, S. 399–405.
- mit Claudia Behrend: Klimaschutz im geltenden Umweltrecht. In: Natur und Recht. Band 1996, ISSN 0172-1631, S. 433–440.
- Vereinfachung des materiellen Umweltrechts. In: Neue Zeitschrift für Verwaltungsrecht. Band 15, Nr. 3, 1996, S. 215–222.
- Bundesverfassungsgericht und Fachgerichte. Eine Funktionsbestimmung auf begründungstheoretischer Basis. In: Wilfried Erbguth, Friedrich Müller, Volker Neumann (Hrsg.): Rechtstheorie und Rechtsdogmatik im Austausch. Gedächtnisschrift für Bernd Jeand’Heur (= Schriften zum öffentlichen Recht. 796). Duncker & Humblot, Berlin 1999, ISBN 3-428-09368-2, S. 135–170.
- Der Atomausstieg und der verfassungsrechtliche Schutz des Eigentums. In: Neue Juristische Wochenschrift. Band 53, Nr. 21, 2000, S. 1529–1535.
- Die Verfassungsentwicklung in Hamburg. In: Jahrbuch des öffentlichen Rechts der Gegenwart. Band 51, 2003, S. 251–270.
- Die Verbandsklage im Umweltrecht. In: Neue Zeitschrift für Verwaltungsrecht. Band 26, Nr. 4, 2007, S. 369–379.